# Queen Forever
Queen Forever è la quindicesima raccolta del gruppo musicale britannico Queen, pubblicata il 10 novembre 2014 dalla Hollywood Records e dalla Virgin/EMI.

## Descrizione
Si tratta del primo album dei Queen a contenere materiale inedito dai tempi di Queen Rocks (ad esclusione dell'album The Cosmos Rocks, pubblicato con Paul Rodgers), quando May, Taylor e Deacon si riunirono per incidere il singolo No-One but You (Only the Good Die Young), dedicato alla memoria di Mercury, nonché il primo ad includere brani inediti registrati con la voce di Mercury dai tempi dell'album Made in Heaven. 
L'album, pubblicato in contemporanea in una versione standard comprendente un unico disco e in una versione deluxe contenente due dischi, contiene le ballate più celebri dei Queen come Love of My Life di Freddie Mercury o Long Away di Brian May e contiene tre brani inediti: il brano Let Me in Your Heart Again, pubblicato come singolo apripista della compilation, precedentemente concepito per essere incluso nell'album The Works, ma escluso da quest'ultimo per essere ultimato da May e Taylor nel 2014, una versione inedita del brano Love Kills qui reintitolata Love Kills - The Ballad e infine il duetto tra Mercury e Michael Jackson in There Must Be More to Life Than This, originariamente cantata dal solo Mercury nel suo album Mr. Bad Guy.

## Tracce

### Edizione standard
1. Let Me in Your Heart Again – 4:31 (Brian May)
2. Love Kills (The Ballad) – 4:12 (Freddie Mercury, Giorgio Moroder)
3. There Must Be More to Life Than This (Queen & Michael Jackson) (William Orbit Mix) – 3:20 (Freddie Mercury)
4. It's a Hard Life – 4:06 (Freddie Mercury)
5. You're My Best Friend – 2:52 (John Deacon)
6. Love of My Life – 3:33 (Freddie Mercury)
7. Drowse – 3:38 (Roger Taylor)
8. Long Away – 3:32 (Brian May)
9. Lily of the Valley – 1:39 (Freddie Mercury)
10. Don't Try So Hard – 3:39 (Queen)
11. Bijou – 3:36 (Queen)
12. These Are the Days of Our Lives – 4:14 (Queen)
13. Las palabras de amor (The Words of Love) – 4:31 (Brian May)
14. Who Wants to Live Forever – 5:15 (Brian May)
15. A Winter's Tale – 3:48 (Queen)
16. Play the Game – 3:14 (Freddie Mercury)
17. Save Me – 3:46 (Brian May)
18. Somebody to Love – 4:52 (Freddie Mercury)
19. Too Much Love Will Kill You – 4:19 (Brian May, Frank Musker, Elizabeth Lamers)
20. Crazy Little Thing Called Love – 2:43 (Freddie Mercury)

### Edizione deluxe
CD 1
1. Let Me in Your Heart Again – 4:36 (Brian May)
2. Love Kills (The Ballad) – 4:13 (Freddie Mercury, Moroder)
3. There Must Be More to Life Than This (Queen & Michael Jackson) (William Orbit Mix) – 3:27 (Freddie Mercury)
4. Play the Game – 3:15 (Freddie Mercury)
5. Dear Friends – 1:09 (Brian May)
6. You Are My Best Friend – 2:52 (John Deacon)
7. Love of My Life – 3:33 (Freddie Mercury)
8. Drowse – 3:39 (Roger Taylor)
9. You Take My Breath Away – 4:38 (Freddie Mercury)
10. Spread Your Wings – 4:30 (John Deacon)
11. Long Away – 3:32 (Brian May)
12. Lily of the Valley – 1:40 (Freddie Mercury)
13. Don't Try So Hard – 3:40 (Queen)
14. Bijou – 3:37 (Queen)
15. These Are the Days of Our Lives – 4:15 (Queen)
16. Nevermore – 1:19 (Freddie Mercury)
17. Las palabras de amor (The Words of Love) – 4:31 (Brian May)
18. Who Wants to Live Forever – 5:15 (Brian May)

CD 2
1. I Was Born to Love You – 4:51 (Freddie Mercury)
2. Somebody to Love – 4:53 (Freddie Mercury)
3. Crazy Little Thing Called Love – 2:44 (Freddie Mercury)
4. Friends Will Be Friends – 4:07 (Freddie Mercury, John Deacon)
5. Jealousy – 3:14 (Freddie Mercury)
6. One Year of Love – 4:28 (John Deacon)
7. A Winter's Tale – 3:48 (Queen)
8. '39 – 3:31 (Brian May)
9. Mother Love – 4:47 (Brian May, Freddie Mercury)
10. It's a Hard Life – 4:06 (Freddie Mercury)
11. Save Me – 3:47 (Brian May)
12. Made in Heaven – 5:25 (Freddie Mercury)
13. Too Much Love Will Kill You – 4:20 (Brian May, Frank Musker, Elizabeth Lamers)
14. Sail Away Sweet Sister (To the Sister I Never Had) – 3:33 (Brian May)
15. The Miracle – 4:57 (Queen)
16. Is This the World We Created...? – 2:13 (Freddie Mercury, Brian May)
17. In the Lap of the Gods... (Revisited) – 3:47 (Freddie Mercury)
18. Forever – 3:23 (Brian May)

## Formazione
Queen
- Freddie Mercury – voce, pianoforte, tastiera, sintetizzatore; chitarra ritmica in Crazy Little Thing Called Love
- Brian May – chitarra elettrica ed acustica, pianoforte, tastiera, programmazione, cori; voce in Long Away, '39, Sail Away Sweet Sister, Las palabras de amor (The Words of Love), Who Wants to Live Forever e Mother Love
- John Deacon – basso, chitarra acustica, programmazione, cori
- Roger Taylor – batteria, percussioni, tastiera, programmazione, cori; voce e chitarra ritmica in Drowse

Altri musicisti
- Michael Jackson – voce in There Must Be More to Life Than This

## Classifiche
| Classifica (2014/15)     | Posizione massima |
| ------------------------ | ----------------- |
| Australia                | 35                |
| Austria                  | 8                 |
| Belgio (Fiandre)         | 6                 |
| Belgio (Vallonia)        | 8                 |
| Canada                   | 11                |
| Corea del Sud            | 2                 |
| Danimarca                | 15                |
| Finlandia                | 36                |
| Francia                  | 12                |
| Germania                 | 7                 |
| Giappone                 | 16                |
| Irlanda                  | 18                |
| Italia                   | 5                 |
| Norvegia                 | 11                |
| Nuova Zelanda            | 18                |
| Paesi Bassi              | 3                 |
| Polonia                  | 7                 |
| Portogallo               | 12                |
| Regno Unito              | 5                 |
| Repubblica Ceca          | 8                 |
| Spagna                   | 8                 |
| Stati Uniti              | 38                |
| Stati Uniti (hard rock)  | 4                 |
| Stati Uniti (rock)       | 11                |
| Stati Uniti (tastemaker) | 16                |
| Svezia                   | 28                |
| Svizzera                 | 4                 |